# Polyscias rodriguesiana
Polyscias rodriguesiana är en araliaväxtart som först beskrevs av Wessel Marais, och fick sitt nu gällande namn av Porter Prescott Lowry och G.M.Plunkett. Polyscias rodriguesiana ingår i släktet Polyscias och familjen araliaväxter. Inga underarter finns listade.  Tidigare i släktet Gastonia som Gastonia rodriguesiana.